# Bibliothèque du Congrès
La bibliothèque du Congrès (en anglais : Library of Congress), située à Washington (district de Columbia), assure la fonction de bibliothèque de recherche du Congrès des États-Unis et, de facto, constitue la bibliothèque nationale américaine.
Instituée en 1800, il s'agit de la bibliothèque fédérale la plus ancienne du pays. Elle est divisée en plusieurs bâtiments : Thomas Jefferson Building, John Adams Building, James Madison Memorial Building et le Packard Campus, destiné à la conservation audiovisuelle. Il s'agit de la plus grande bibliothèque au monde en nombre de livres et de références. Sa directrice jusqu'en mai 2025 est Carla Hayden.
La bibliothèque du Congrès a été mise en place en 1800. Durant tout le XIXe siècle, ses locaux se trouvaient dans le Capitole des États-Unis. Durant la guerre anglo-américaine de 1812, une grande partie du fonds issue de la collection initiale a disparu. Par la suite, Thomas Jefferson a vendu 6 487 livres de sa collection personnelle à la bibliothèque en 1815. Après une période de déclin au cours du XIXe siècle, cette bibliothèque a commencé à croître rapidement en taille et en importance. La croissance a été si forte qu'un agrandissement a été fait avec la construction d'un nouveau bâtiment, inauguré en 1897. Le dépôt légal a dû être en partie délégué à d'autres bibliothèques.
Au cours du XXe siècle, la bibliothèque du Congrès s'est ouverte aux chercheurs et au peuple américain. Il s'agit avant tout d'une bibliothèque destinée aux représentants parlementaires et aux chercheurs du monde entier, ainsi qu'aux étudiants préparant une thèse (sur simple lettre émanant du directeur). Elle est aussi ouverte au grand public (s'il possède une carte d'identification), la bibliothèque a en effet deux missions très importantes : elle doit promouvoir la littérature américaine (exemples de projets : l'American Folklife Center, American Memory, Centre pour le Livre et poète) et lutter contre l'analphabétisme. Toutefois le prêt est réservé à certaines personnes : les employés de la bibliothèque, les membres du Parlement, les juges de la Cour suprême et d'autres responsables gouvernementaux de haut rang.

## Histoire

### Origines et contribution de Jefferson (1800-1851)

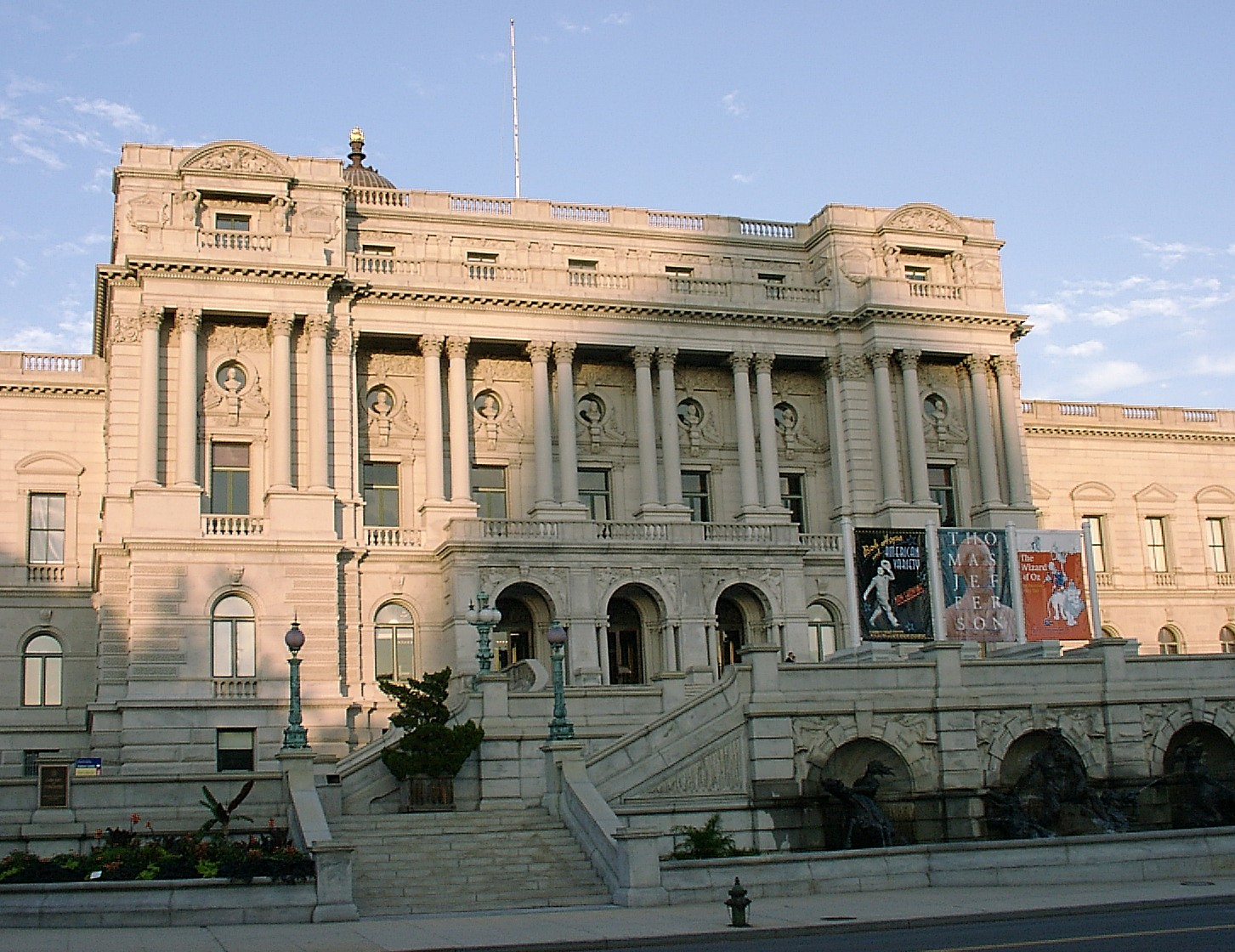
Le Thomas Jefferson Building, le plus ancien des trois bâtiments de la bibliothèque du Congrès.

La bibliothèque du Congrès a été fondée le 24 avril 1800, par le président John Adams, alors qu'il signait une loi du Congrès, pour transférer le siège du gouvernement de Philadelphie à la nouvelle capitale de l'État, Washington. La loi qui institua la bibliothèque prévoyait également 5 000 dollars pour l’achat de livres utiles au Congrès des États-Unis. Des documents furent commandés à Londres et la collection, composée de 740 livres et de trois cartes, fut installée dans le Capitole en 1801.
La collection couvrait une grande variété de sujets, mais la majeure partie des supports avaient une nature juridique puisque le Congrès en avait l’utilité pour établir les lois. Le 26 janvier 1802, le président Thomas Jefferson signe la loi établissant le rôle et les fonctions de cette nouvelle institution. Dorénavant, un bibliothécaire de la Library of Congress (bibliothèque du Congrès) nommé par le président se trouve à la tête de la bibliothèque. Le budget et les différents règlements sont du ressort du Parlement par l'intermédiaire du Comité mixte de la bibliothèque. L'emprunt des livres est accordé au président et à son vice-président puis fut étendu aux membres de diverses institutions fédérales. Au-delà du cadre légal, Thomas Jefferson s'est particulièrement investi dans la vie de cette institution pour lui la raison était un aspect important de toute société démocratique et à ce titre possédait une vaste collection de livres. Durant sa présidence, il s'est personnellement investi en recommandant à la bibliothèque d'acheter certains livres. Lorsque les troupes britanniques envahissent Washington et brûlent le Capitole et les 3 000 ouvrages qui s'y trouvent, il propose de vendre à la bibliothèque sa collection personnelle composée de 6 487 livres. Cet achat est accepté en 1815 pour la somme de 23 940 dollars.
Cet achat double le nombre d'ouvrages et étend également les sujets couverts par la bibliothèque tels que le droit, l'économie et l'Histoire. À ceux-ci viennent s'ajouter des ouvrages sur l'architecture, l'art, la science, la littérature et la géographie, thèmes autrefois peu exploités. Cette nouvelle collection ne contient pas uniquement des livres en anglais, mais également en français, espagnol, allemand, latin, grec ou encore russe.

### Affaiblissement (1851-1865)

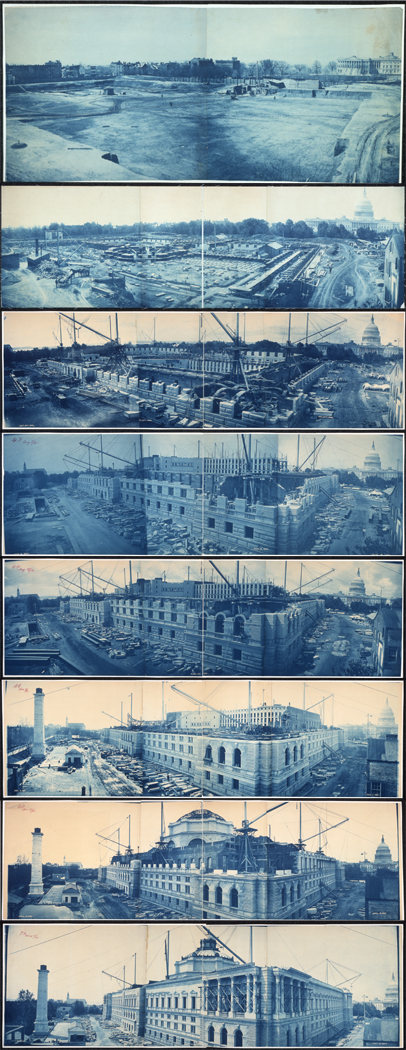
Étapes de la construction du Thomas Jefferson Building, du 8 juillet 1888 au 15 mai 1894.

La période d'avant-guerre fut difficile pour la bibliothèque. Durant le début des années 1850 le bibliothécaire du Smithsonian, Charles Coffin Jewett, tente de faire de cette dernière la bibliothèque nationale des États-Unis. Mais cette volonté est contrecarrée par le secrétaire du Smithsonian, Joseph Henry, qui désire que son institution se recentre sur la recherche scientifique et la publication. Il considère également que le rôle de bibliothèque nationale devrait revenir à la bibliothèque du Congrès. Le 10 juillet 1854, Henry renvoie Jewett et met ainsi fin à la possibilité du Smithsonian de devenir la bibliothèque nationale des États-Unis et en 1866, les 40 000 ouvrages du Smithsonian sont transférés à la bibliothèque du Congrès.
Le 24 décembre 1851, le plus grand incendie de l'histoire de la bibliothèque détruisit 35 000 livres, soit environ les deux tiers des 55 000 livres de la collection de la bibliothèque : certains de ces livres faisaient partie du transfert d'origine de Jefferson. Un congrès en 1852 accorda 168 700 $ pour remplacer les livres perdus, mais pas pour acquérir de nouveaux documents. Cela correspondait à la politique de conservation du bibliothécaire de l'époque, John Silva Meehan et du président de la commission mixte, le sénateur James Pearce, qui préfèrent limiter les activités de la bibliothèque. En 1857, le Congrès cessa de prêter des documents au public, considérant que cette compétence relevait du Ministère de l'Intérieur et de son programme international d'échange de livres. À la fin de la guerre de Sécession, la bibliothèque du Congrès avait un effectif de sept personnes pour une collection de 80 000 volumes.

### Agrandissements sous Spofford (1865-1897)
La bibliothèque du Congrès se réaffirma pendant la deuxième moitié du XIXe siècle sous l'impulsion du bibliothécaire Ainsworth Rand Spofford, qui dirigea la bibliothèque de 1865 à 1897.
Entre 1865 et 1870, le Congrès récolta des fonds pour la construction du bâtiment Thomas Jefferson. Il plaça toute la procédure de droit d'auteur et les activités de dépôt sous le contrôle de la bibliothèque et restaura l'échange international de livres. La bibliothèque acquit aussi les collections des bibliothèques du Smithsonian et celles de l'historien américain Peter Force, renforçant ainsi significativement ses collections scientifiques et américaines. Avant 1876, la bibliothèque du Congrès possédait 300 000 volumes et entretenait des relations étroites avec la bibliothèque municipale de Boston. Elles constituaient à elles deux la plus grande bibliothèque nationale. Quand la bibliothèque du Congrès se déplaça du bâtiment du Capitole à son nouveau siège social en 1897, elle comptait plus de 840 000 volumes, dont 40 % avaient été acquis par le dépôt légal. Un an avant le déménagement de la bibliothèque, son comité tint une session d'auditions. Son objectif était d'évaluer l'état de la bibliothèque et d'élaborer un plan pour sa future croissance et réorganisation. Spofford et six experts, dont Herbert Putnam et Melvil Dewey de la bibliothèque de l'État de New York envoyés par l'American Library Association, soulignent l'importance d'en faire une bibliothèque nationale. En 1897, la bibliothèque intègre le Thomas Jefferson Building.

### Après la réorganisation (1897–1939)
La bibliothèque du Congrès, stimulée par la réorganisation de 1897, commença à se développer plus rapidement. Le successeur de Spofford, John Russell Young, en fonction pendant deux ans, remania l’administration de la bibliothèque et utilisa ses relations d’ancien diplomate pour acquérir des documents du monde entier. Il établit les premiers programmes d'aide de la bibliothèque pour les personnes aveugles et les personnes handicapées. Herbert Putnam occupa les fonctions de bibliothécaire de 1899 à 1939. Il eut le poste deux ans avant que la bibliothèque ne devienne la première des États-Unis avec un million de volumes rassemblés. Durant sa titularisation, il concentra ses efforts sur l’accessibilité et l’utilité de la bibliothèque auprès des publics. Il mit aussi en place un service de prêt entre bibliothèques. Recourant largement à la technologie du microfilm, la Bibliothèque du Congrès disposait dès 1934 de 2,5 millions de documents microfilmés provenant d'Europe, du Canada et d'Amérique centrale.

### Histoire contemporaine (depuis 1939)
Le président Franklin D. Roosevelt nomma Archibald MacLeish comme successeur de Putnam en 1939. Archibald MacLeish occupa le poste de 1939 à 1944 et devint le bibliothécaire du Congrès le plus reconnu. Il encouragea les bibliothécaires à s’opposer au totalitarisme au nom de la démocratie et dédia la salle de lecture Sud de l'édifice Adams à Thomas Jefferson. Il demanda à l’artiste Ezra Winter d'y peindre quatre murs à thème. Il créa également une « alcôve de la démocratie » dans la salle de lecture principale de l'édifice Jefferson pour les documents importants tels que la Déclaration, la Constitution et les documents fédéraux. La bibliothèque du Congrès participa à l’effort de guerre, en stockant la Déclaration d'Indépendance, Constitution des États-Unis à Fort Knox et les données météorologiques sur l'Himalaya pour les pilotes de l'armée de l'air. Mac Leish démissionna en 1944 pour le poste de secrétaire d'État adjoint. Le président Harry Truman nomma Luther H. Evans, bibliothécaire du Congrès. Evans, en poste jusqu'en 1953, se consacra aux acquisitions de la bibliothèque, au catalogage et aux services bibliographiques. Il se consacra notamment au développement des missions de la bibliothèque du Congrès à travers le monde : la mission de San Francisco permit à des bibliothécaires du Congrès de participer à la réunion de l'Organisation des Nations unies ; la mission en Europe d'acquérir des publications européennes pour les bibliothèques américaines ; la mission au Japon d'aider à la création de la National Diet Library. En 1953, Lawrence Quincy Mumford succéda à Evans, poste qu'il occupa jusqu'en 1974. C'est à cette période que débuta la construction du mémorial James Madison, le troisième bâtiment de la bibliothèque du Congrès. Mumford, grâce à une augmentation du budget, a pu consacrer son énergie à la création de nouveaux centres d'acquisition à l'étranger, notamment au Caire et à New Delhi.
En 1967, la bibliothèque commença à mettre au point des techniques de conservation du livre grâce au Bureau de conservation. Elle devint alors la plus importante bibliothèque de recherche et de conservation aux États-Unis. Sous l’administration Mumford eut lieu le débat public à propos du rôle de la bibliothèque du Congrès à la fois bibliothèque législative et Bibliothèque nationale. Pell Claiborne proposa un certain nombre de réformes institutionnelles : le développement des activités et services nationaux, divers changements organisationnels qui orienteraient la bibliothèque vers un rôle national. Douglas Bryant, bibliothécaire de Harvard suggère de changer le nom de la bibliothèque du Congrès, ce qui a été qualifié par Mumford comme « une violence indicible à la tradition ». La loi sur la réorganisation législative de 1970 mit fin au débat. Les fonctions législatives de la bibliothèque changèrent, mettant davantage l'accent sur la recherche pour le Congrès et en renommant le Service de référence législative en Service de recherche du Congrès.
Gerald Ford nomma Daniel J. Boorstin successeur de Mumford en 1974. Le premier défi de Boorstin fut le déménagement dans le nouveau bâtiment Madison de 1980 à 1982. Ce qui permet à Boorstin de se concentrer sur d'autres domaines de l'administration telles que les acquisitions. Profitant de la croissance budgétaire continue, passant de 116 millions de dollars en 1975 à plus de 250 millions de dollars en 1987, Boorstin participe activement à resserrer les liens avec les intellectuels, les auteurs, les éditeurs, les responsables culturels et le monde des affaires. À son départ en 1987, le New York Times le qualifia d'« intellectuel le plus en pointe dans le domaine public ». Ronald Reagan nomma James H. Billington treizième bibliothécaire du Congrès en 1987, poste qu'il occupa jusqu’en 2011. Billington profita des nouvelles avancées technologiques et d’Internet pour relier la bibliothèque aux établissements d'enseignement à travers le pays en 1991. La fin de la guerre froide permit à la bibliothèque de développer des relations avec les pays nouvellement ouverts d’Europe de l'Est en les aidant à créer leurs propres bibliothèques parlementaires. Au milieu des années 1990, sous la direction de Billington, la bibliothèque du Congrès poursuivit le développement d'une « Bibliothèque nationale numérique », d'une orientation stratégique globale controversée au sein de la profession. Fin novembre 2005, la bibliothèque annonce son intention de lancer le projet World Digital Library (Bibliothèque numérique mondiale) pour la préservation numérique de livres et autres supports de toutes les cultures du monde.
En avril 2010, elle a annoncé son intention d'archiver toute la communication publique de Twitter depuis son lancement en mars 2006.
La bibliothèque du Congrès archive ainsi plus de 400 millions de tweets par jour, soit 170 milliards depuis la création de ce service. Toutefois, ces tweets ne sont pas encore accessibles au public : ils posent de nombreux soucis de stockage mais aussi de catalogage et d'indexation. L'ambition de ce service est de pouvoir nous « informer sur la culture dans laquelle ils ont été écrits », à l'instar des journaux du XVIIIe siècle estime Lee Humphreys, professeur de communication à l'université Cornell à Washington. Le 1er février 2012, la bibliothèque du Congrès signe une convention de partenariat avec l'Ina. Cette convention met en place l'échange de documents audiovisuels réalisés l'un sur l'autre par la France et les États-Unis. L'enjeu est de créer une base de données collective aux deux pays. À l'ouverture, 500 fichiers étaient disponibles, allant du simple programme télévisé aux films et documentaires.

## Description

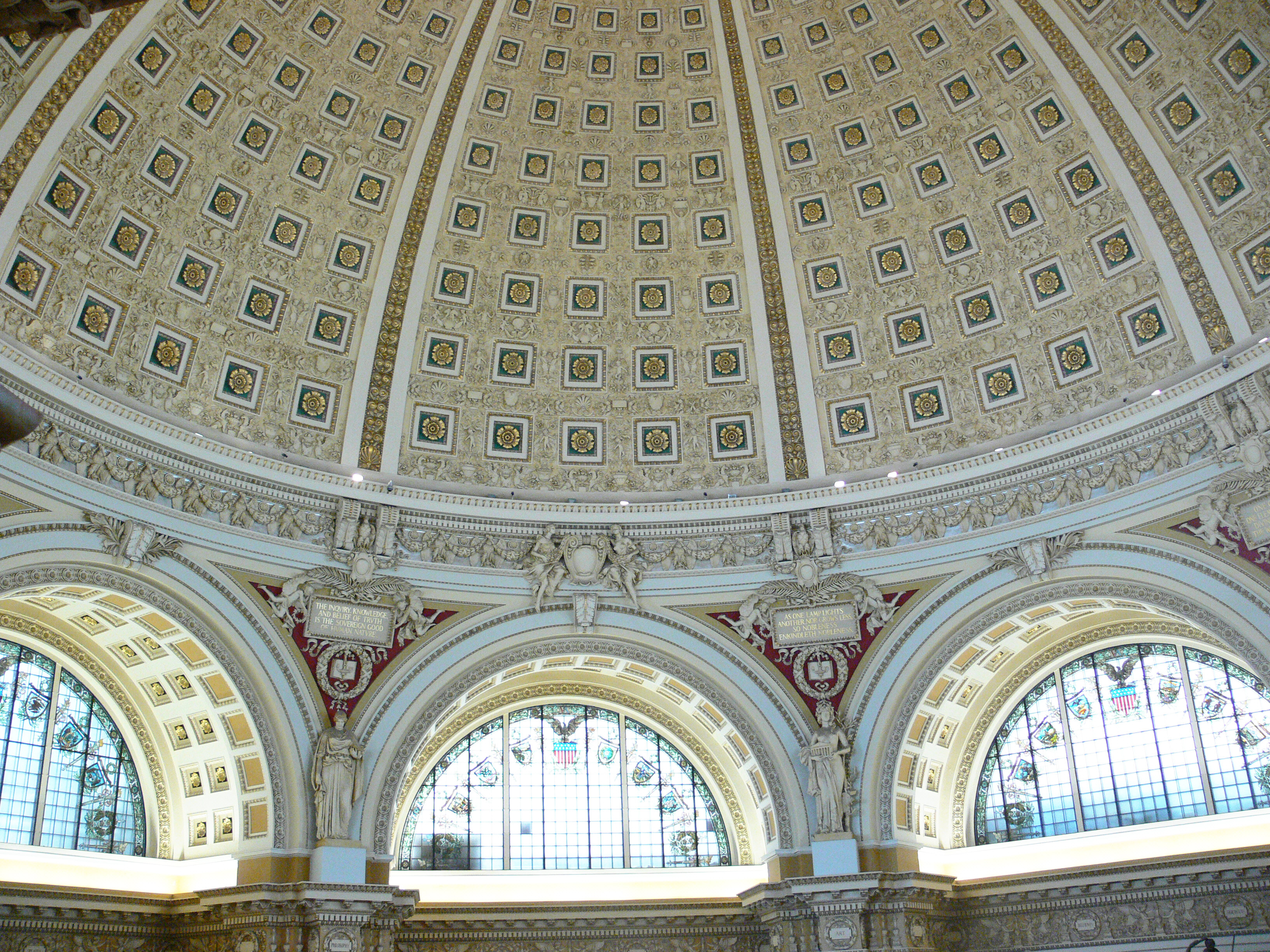
Le dôme de la salle de lecture principale du Thomas Jefferson Building.

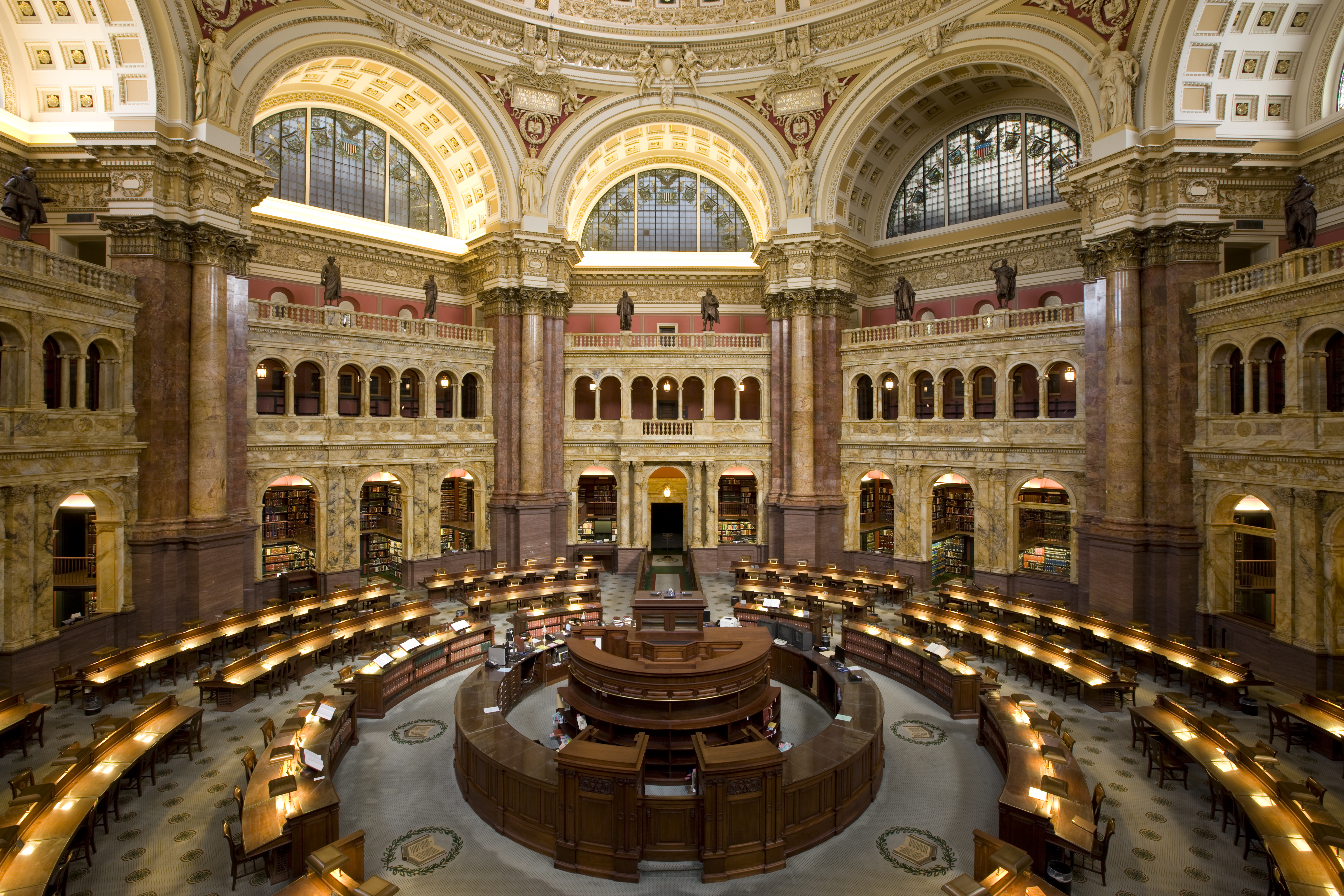
La salle de lecture principale du Thomas Jefferson Building.

Avec plus de 162 millions de supports de culture et de connaissance en 2016 (plus de 138 millions de documents en 2007), elle est l'institution la plus importante du monde et également la plus vieille structure fédérale aux États-Unis. La bibliothèque est répartie sur trois bâtiments, tous à Washington :
- le Thomas Jefferson Building, ouvert en 1897. En 1984, une restauration de l'édifice a été entreprise. La réouverture a eu lieu en 1997 à l'occasion de son centième anniversaire ;
- le John Adams Building, ouvert en 1939 ;
- le James Madison Memorial Building, ouvert en 1980 ;
- des bâtiments de stockages massifs à Fort Meade depuis 2002[8] ;
- le Packard Campus pour la conservation audiovisuelle, aussi appelé Centre national de conservation audiovisuelle, a ouvert en 2007 et est situé à Culpeper, en Virginie. Le campus a été choisi pour abriter des collections de films, archives télévisuelles et archives sonores. Le nom du bâtiment a été donné en hommage à David Packard, fondateur de l’association Packard Humanities Institute qui a d’ailleurs supervisé la conception et la construction du bâtiment.

En 2007, les ressources financières de la bibliothèque du Congrès étaient de 600 millions de dollars. Environ 3 500 employés permanents travaillent dans les 350 000 m2 de la bibliothèque et 838 milles (1 348 km) de rayonnages sont destinés au savoir universel. En 2007, sa collection comprend notamment : 32,2 millions de livres et autres imprimés (deux fois les réserves de la Bibliothèque nationale de France), 61,4 millions de manuscrits, 12,5 millions de photographies, 5,3 millions de plans et de cartes, et 5,5 millions de disques. Par manque de place, elle développe une vaste campagne de numérisation de ses documents. Elle mène des recherches sur la conservation de ceux-ci et applique en ce moment d'importants moyens à la désacidification du papier de bois produit au XIXe siècle. En 2008, des bornes interactives ont été installées à l'intention des visiteurs afin de leur permettre d'explorer des pièces rares de la collection.
La bibliothèque du Congrès abrite également les administrations suivantes :
- United States Copyright Office, enregistrement des brevets et des copyrights ;
- National Library Service for the Blind and Physically Handicapped, production de documents audio ;
- Congressional Research Service (Service de recherche du Congrès), recherche sur les politiques publiques à l'intention des membres du Congrès ;
- Law Library of Congress, fournit de l'information juridique, plus grande bibliothèque de droit au monde.

Logo de la bibliothèque du Congrès des États-Unis.
Autre version du logo.
Sceau officiel.

### Accès
La bibliothèque est ouverte au public pour des recherches et des visites guidées. Seules les personnes disposant d'une carte d'identification de lecteur (Reader Identification Card), disponible au Madison building, peuvent accéder aux salles de lecture et aux collections. Cette carte peut être acquise par toute personne âgée de 16 ans sur présentation d'un document officiel (permis de conduire, cartes d'identité ou passeport).
Seuls les membres du Parlement des États-Unis, des officiels du gouvernement, les membres de la Cour suprême et leurs assistants peuvent emprunter des livres. Des accords avec des bibliothèques universitaires peuvent être passés pour échanger des documents, à condition qu'aucune institution des États-Unis n'en ait besoin.

### Trésors

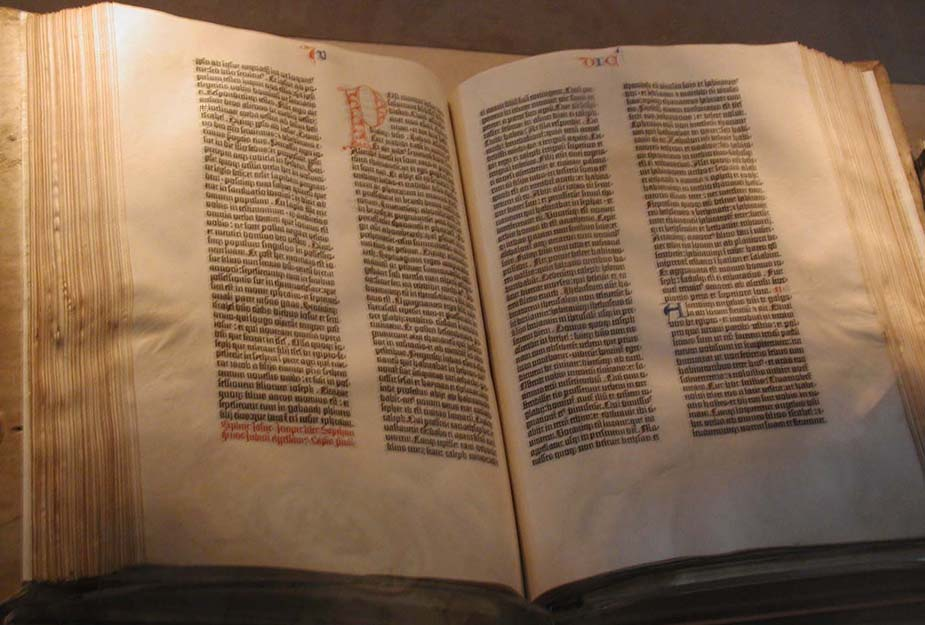
Bible de Gutenberg de la bibliothèque du Congrès.

On y trouve des éditions rares d'auteurs grecs et latins comme Hérodote ou Lucrèce, des auteurs de la Renaissance tels que Copernic, Vésale, Vasari et français, Descartes, Bossuet, Montesquieu. Les historiens peuvent consulter des manuscrits médiévaux comme les Institutes (XIIIe siècle), le Grand Coutumier de Normandie illustré (vers 1500).
La bibliothèque du Congrès conserve la plus grande collection occidentale d'incunables, dont une des 48 Bibles de Gutenberg imprimée en 1454-1455. Cet exemplaire en parfait vélin, est un des trois qui existent dans le monde. Il a été acheté en 1930 à plus de 600 000 $.
Est également présente la première édition complète de l'Encyclopédie de Diderot. Elle possède des cartes anciennes, comme la première Géographie de Ptolémée publiée à Venise en 1475.
C'est aussi à la bibliothèque du congrès, « au département des manuscrits, que furent déposées les archives de Sigmund Freud (lettres, manuscrits, etc.) et celles de nombreux autres psychanalystes de différents pays », où « ce grand dépôt de savoir et mémoire […] prit le nom de Sigmund Freud Archives (SFA) ou Archives Freud », ainsi que l'écrivent Élisabeth Roudinesco et Michel Plon.

## Bibliothécaires du Congrès
Le poste de bibliothécaire du Congrès a été créé en 1802. Il est attribué à vie, par le président des États-Unis, sur le conseil et avec l'accord du Sénat des États-Unis. Le Congrès n'a obtenu ce droit qu'en 1897. Voici la liste des bibliothécaires du Congrès :

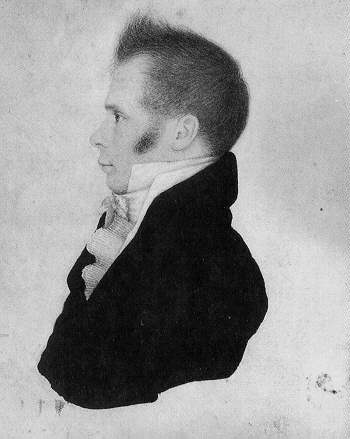
George Watterston (1815-1829).
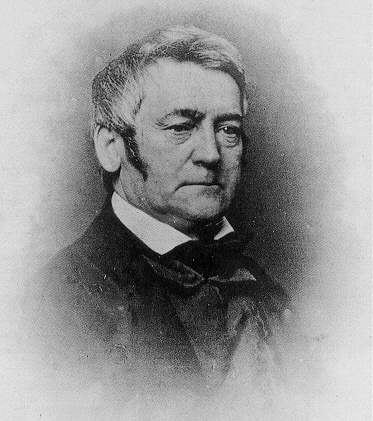
John Silva Meehan (1829-1861).
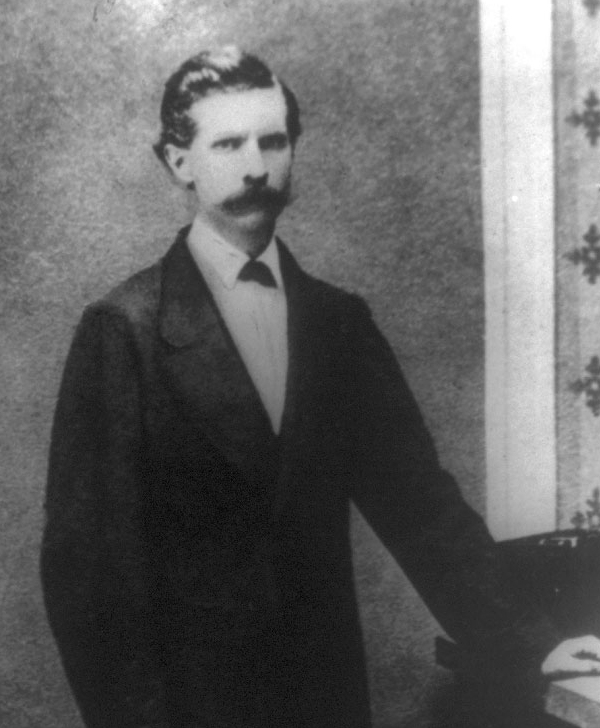
John Gould Stephenson (1861-1864).
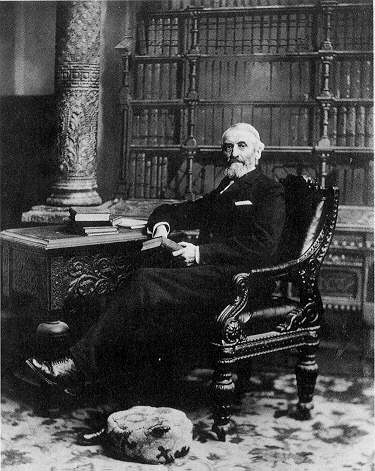
Ainsworth Rand Spofford (1864-1897).
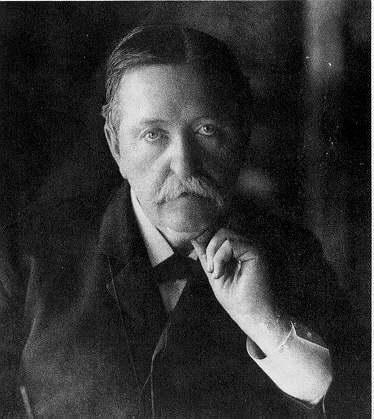
John Russell Young (1897-1899).
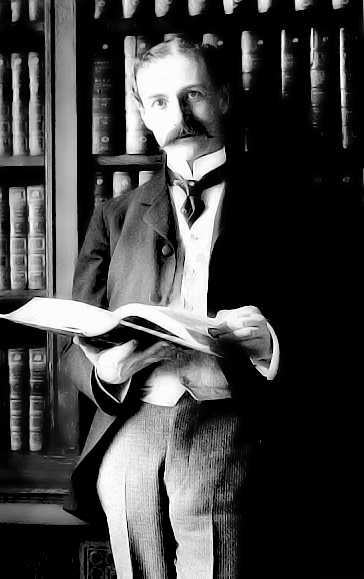
Herbert Putnam (1899-1939).
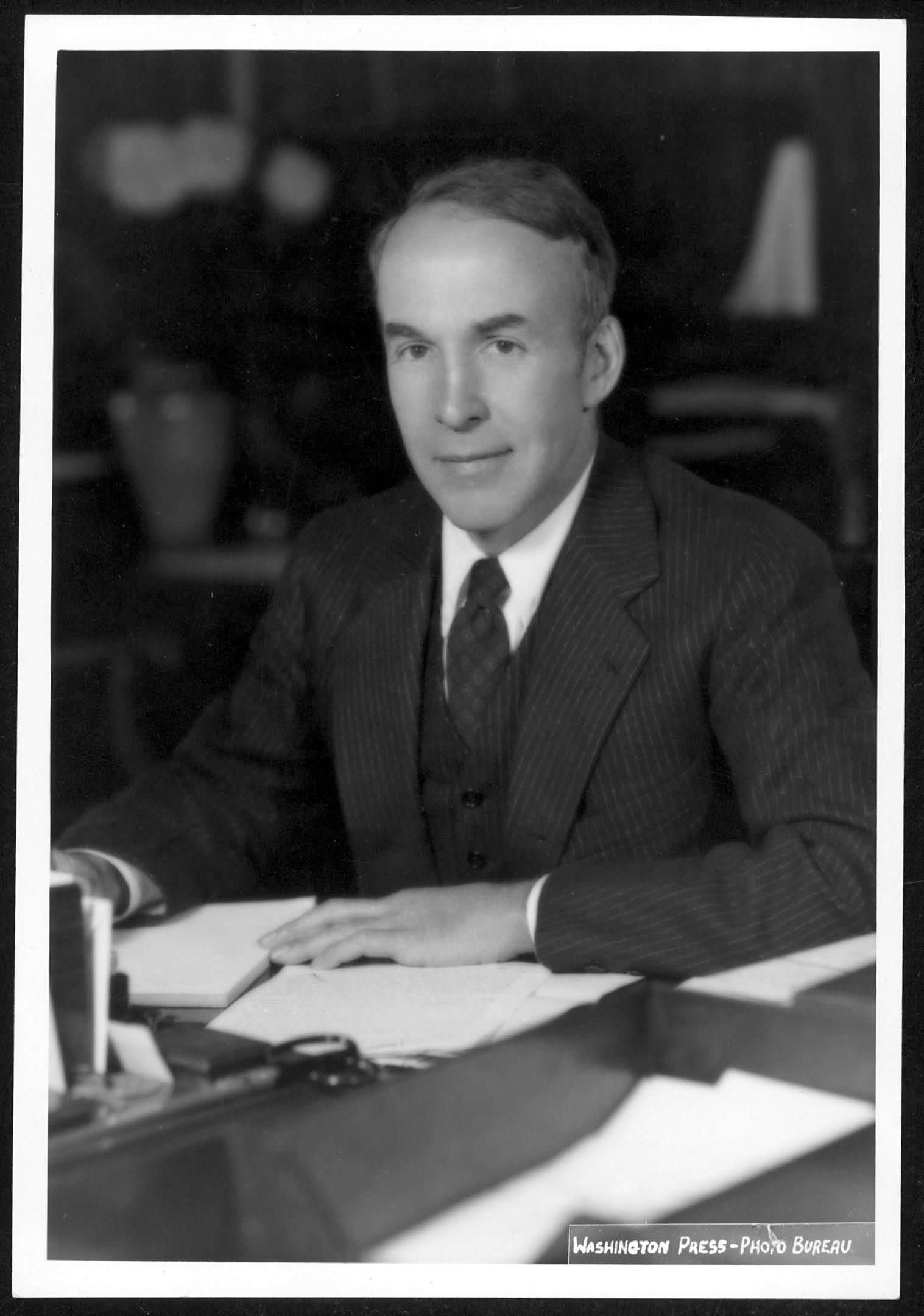
Archibald MacLeish (1939-1944).
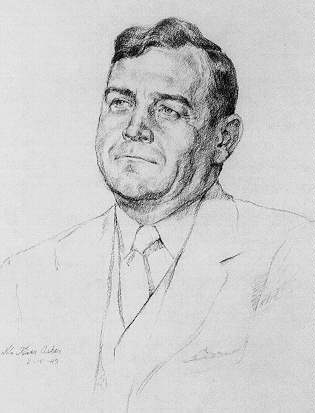
Luther H. Evans (1945-1953).
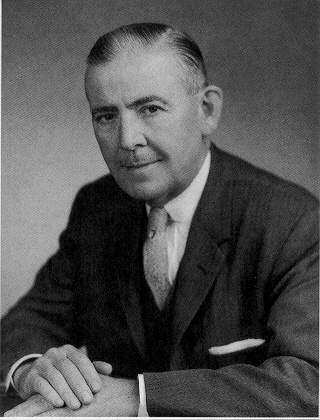
Lawrence Quincy Mumford (1954-1974).
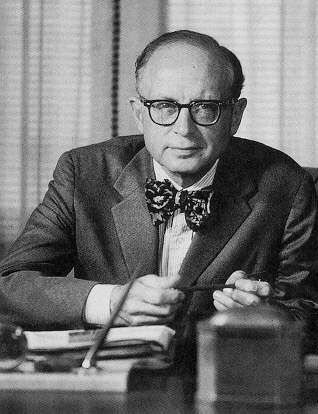
Daniel J. Boorstin (1975-1987).
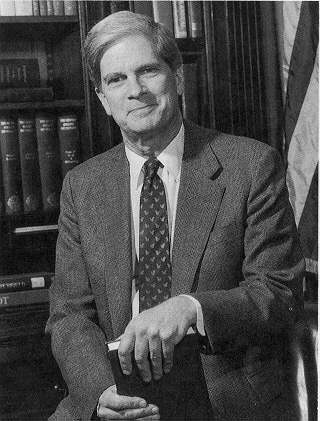
James Hadley Billington (1987-2015).
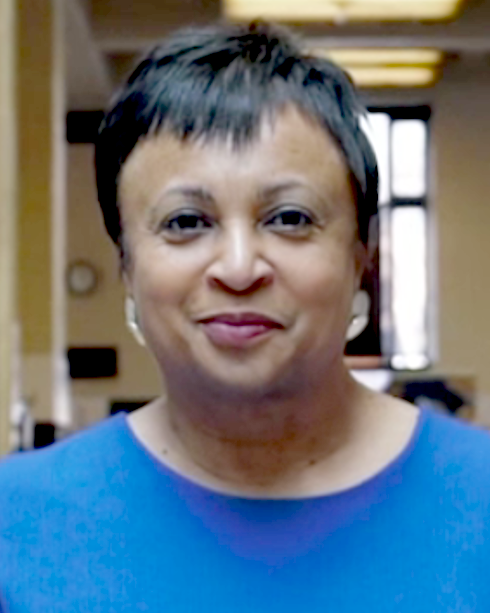
Carla Hayden (2016-2025).

En mai 2025, Robert Newlen prend la direction par intérim après que Donald Trump a mis fin au mandat de Carla Hayden.

## Bibliothéconomie
La bibliothèque du Congrès est la mieux équipée au monde en systèmes informatiques. Elle a établi le format MARC, un standard de communications pour l'échange de données bibliographiques.
Son système de classification s'impose dans le monde malgré quelques imperfections : des carences notoires dans les sphères bibliographiques, des faiblesses sur les sujets de l'Extrême-Orient ou du Proche-Orient. Cependant, le caractère volumineux de son catalogue, l'importance de ses moyens financiers et le professionnalisme de ses équipes sont reconnus. Elle est également remarquable en ce qui concerne les Amériques, l'Europe et les sciences politiques.

## Numérisation et collections numériques
La numérisation est un procédé qui consiste à transférer les informations contenues sur un support analogique vers un support numérique afin d’en favoriser la manipulation sur un système informatique.
Depuis les années 1990, la Bibliothèque du Congrès a mis sur pied et a contribué à de nombreux programmes nationaux de numérisation du patrimoine pour permettre l’accès à l’information aux membres du Congrès, aux chercheurs, aux professeurs, aux étudiants, au grand public ainsi qu’aux communautés présentes sur internet,.

### L'American Memory et le National Digital Library Program (1990-2000)
Le site web American Memory est une initiative de la Bibliothèque du Congrès qui a vu le jour en 1990. Au départ, il s’agissait d’un projet pilote afin de mesurer l’intérêt de la clientèle pour d’éventuelles collections numériques. En 1994, à la suite d'une réponse positive des usagers, au développement récent du web et aux donations de commanditaires, la Bibliothèque du Congrès lança le National Digital Library Program. Subventionné par des fonds publics et privés, l’American Memory regroupait en ligne plus d'une centaine de collections thématiques. En 2000, le programme national de bibliothèque numérique américain comptait plus de 5 millions d’articles numérisés et disponibles sur internet.

### NDIIPP (2000-2018)
Le National Digital Information Infrastructure and Preservation Program (NDIIPP) était un programme financé par la Bibliothèque du Congrès. Ce programme a débuté à l’année 2000 et s’est étendu jusqu’en 2018. Le programme avait trois objectifs principaux, soit de sélectionner, conserver et diffuser les collections numériques, de créer et de renforcer un réseau de partenariats entre les institutions et de développer les infrastructures et les outils technologiques en lien avec la numérisation.

### Bibliothèque numérique mondiale (depuis 2005)
La bibliothèque numérique mondiale est issue d’une collaboration entre la Bibliothèque du Congrès et l’UNESCO. L’idée d’une bibliothèque numérique regroupant le patrimoine numérique mondial a été soumise à l’UNESCO en 2005 par l’ex-bibliothécaire du Congrès James H. Billington. Le projet a été entamé l’année suivante avec la formation d’un groupe d’experts et avec la participation de partenaires internationaux. En plus de la Bibliothèque du Congrès et de l’UNESCO, la Bibliotheca Alexandrina, la Bibliothèque nationale du Brésil, la Bibliothèque et les Archives nationales de l’Égypte, la Bibliothèque nationale russe et la Bibliothèque d'État de Russie se sont aussi engagées à participer au projet. Un prototype de la bibliothèque numérique a été créé en 2007 et celle-ci est accessible pour tous sur internet depuis 2009. En date de 2020, on retrouve plus de 19 000 articles et plus d'un million de fichiers concernant plus de 190 pays. À ce jour[Quand ?], la bibliothèque compte 158 partenaires se trouvant dans 60 pays différents.

### Les collections numériques de la Bibliothèque du Congrès

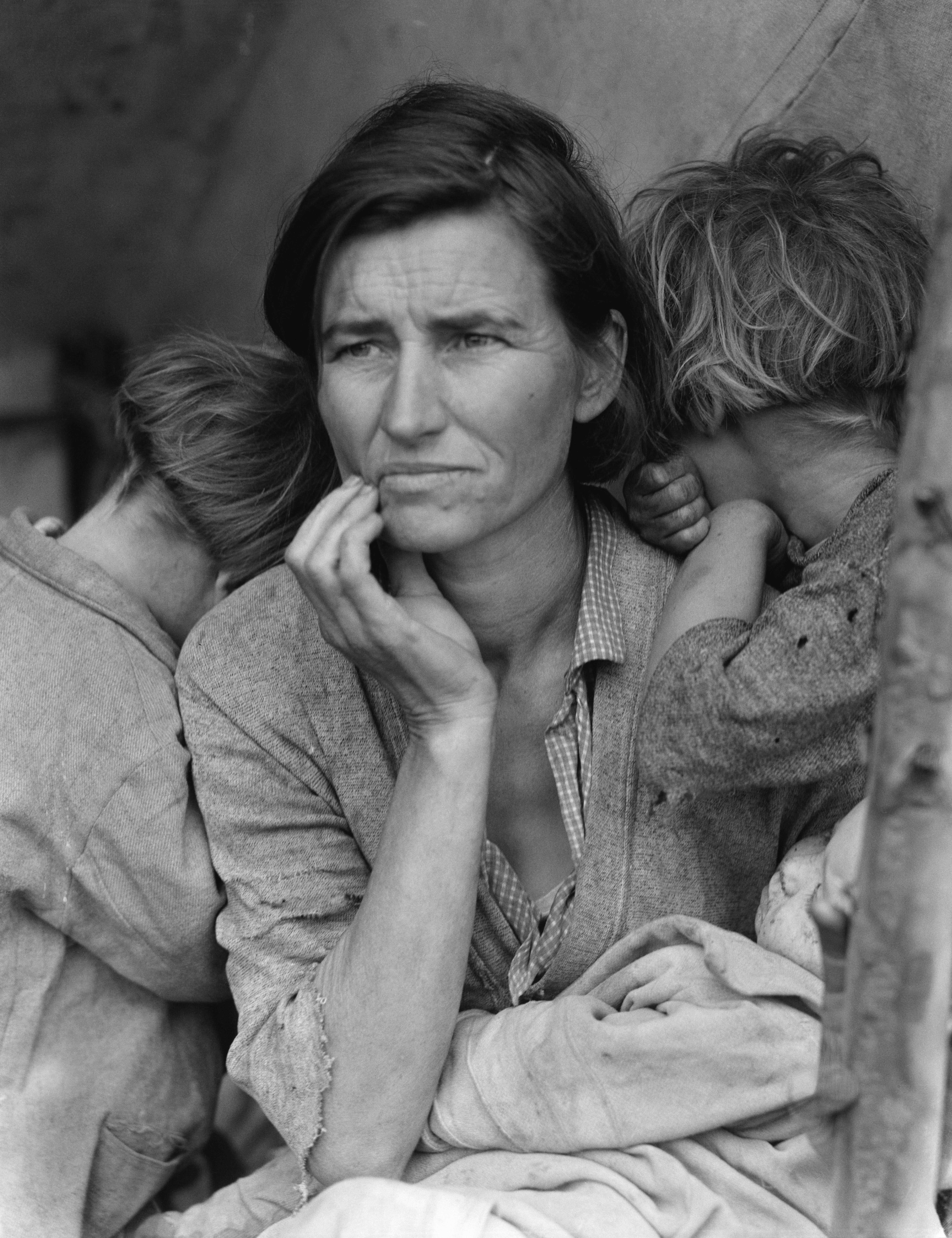
Migrant Mother est une œuvre photographique de Dorothea Lange datant 1936 que l'on retrouve dans la collection numérique intitulé Farm Security Administration/Office of War Information Black-and-White Negatives

Suivant le plan de stratégie numérique 2019-2023 de la Bibliothèque du Congrès qui a pour objectif de favoriser l’accès à l’information numérique de la bibliothèque, le site web de l’institution (https://www.loc.gov/) offre à ce jour[Quand ?] l’accès à plus de 440 collections numériques. Les collections comprennent entre autres des fichiers numérisés de photos, de cartes, de manuscrits, de journaux, de documents personnels et d’enregistrements audio et vidéo portant sur divers sujets tels que l’histoire des États-Unis d’Amérique, les sciences et technologies ou l’art et l’architecture. À titre d’exemple, la collection de documents d’Abraham Lincoln contient à elle seule environ 40 550 pièces datant de 1774 à 1948.

## National Jukebox
La bibliothèque du Congrès présente le juke-box national qui rend disponible gratuitement des enregistrements historiques au grand public en écoute sur la plateforme en ligne. La numérisation des titres a été effectuée courant 2010 au sein du Packard Campus, le département de la conservation audiovisuelle de la bibliothèque du Congrès. Ces enregistrements proviennent des collections de la bibliothèque du Congrès Packard Campus, de bibliothèques et d'archives comme Sony Music Entertainment qui a accordé une licence gratuite pour diffuser des enregistrements acoustiques.
Lors de son lancement, le juke-box comprenait plus de 10 000 enregistrements effectués entre 1901 et 1925 par des labels comme Victor Talking Machine Company. Les enregistrements étaient proposés sous forme de 78 tours couvrant tous les genres : jazz, blues, folk, gospel, pop, sketches du début du XXe siècle. Son contenu est régulièrement complété par des enregistrements acoustiques fait par d'autres labels appartenant à Sony comme Columbia Records ou Okeh Records, ou d'autres partenaires dont l'université de Californie, l'université de Californie à Santa Barbara et sa Davidson Library, le département des collections spéciales, EMI Music[réf. nécessaire].
Genres : musique classique, opéra, caractérisations ethnique, la musique populaire. Cette rubrique englobe la musique populaire de toute forme ou l'instrumentation. Toutes les sélections affectant les sous-genres énumérés ci-dessous (Blues à Yodeling) apparaissent également dans cette rubrique.
- Blues : blues et Blues-like des œuvres et des spectacles.
- Musique ethnique : les sélections qui intègrent la musique traditionnelle associée à divers groupes ethniques, nationalités et cultures régionales.
- Chansons humoristiques : chants de nature humoristique ou comique (l'utilisation du terme « humoristique » indique l'intention de l'œuvre au moment où l'enregistrement a été effectué).
- Théâtre musical : travaux introduit à l'origine dans des productions de théâtre musical peupliers.
- Jazz, et plus : forme de jazz et de musique qui est considérée parmi les racines du jazz.
- Musique folk américaine des diverses formes
- Sifflement : enregistrements musicaux qui incluent des sifflements.
- Yodeling : enregistrements musicaux qui incluent le yodel.
- Religieuse : sélection musicale ou orale d'un thème religieux.

## Dans la culture populaire
Dans le film Les Hommes du président, un travelling au-dessus de Robert Redford et Dustin Hoffman révèle la salle de lecture du Thomas Jefferson Building quand tous deux analysent les fiches d'emprunt. Cette scène iconique est parodiée dans l'épisode Le maire est amer de la série Les Simpson.
Dans le film Benjamin Gates et le Livre des secrets, la bibliothèque apparaît dans la quête du héros, puis devient le théâtre d'une opération policière de grande envergure.
Dans le biopic J. Edgar de Clint Eastwood, on présenta le futur et controversé directeur du FBI se vantant d'avoir participé à la création du système de catalogue et de fichage des livres, s'en inspirant grandement pour sa future carrière. S'il a effectivement vu ce système, l'attribution de la création est de la vantardise.
Elle est également évoquée dans le livre de Dan Brown, Le Symbole perdu.